# Bylderup-Bov
Bylderup-Bov es una localidad situada en el municipio de Aabenraa, en la región de Dinamarca Meridional (Dinamarca), con una población estimada a principios de 2018 de unos 1325 habitantes.
Se encuentra ubicada al sur de la región, cerca de la frontera con Alemania y de la costa del mar Báltico.